# 格劳登茨号小巡洋舰
格劳登茨号是德意志帝国海军于1910年代建造的两艘格劳登茨级小巡洋舰的首舰，以西普鲁士城市格劳登茨命名。其唯一的姊妹舰为雷根斯堡号。舰只于1912年在基尔的帝国船厂开始架设龙骨，并于1913年10月下水，至1914年8月在第一次世界大战爆发后投入公海舰队服役。格劳登茨号的主舰炮为十二门105毫米45倍径速射炮，最高速度达27.5节。
格劳登茨号在第一次世界大战期间得到了广泛的运用，其中包括在1914年12月的突袭斯卡布罗、哈特尔浦及惠特比期间，组成第一侦察集群战列巡洋舰的侦察屏护部队。舰只还参加了1915年1月的多格滩海战和1915年8月的里加湾海战。1916年5月，它不慎触雷受损，以至于无法出席日德兰海战。它于1918年10月、即战争结束前几周被派往执行公海舰队的最终决战计划，但一场大规模的兵变迫使该计划被取消。战争结束后，格劳登茨号作为战利舰被割让予意大利，并以安科纳号（義大利語：Ancona）之名投入意大利皇家海军服役；它被一直运用至1937年，继而除籍并拆解报废。

## 设计
格劳登茨号是为替代老旧的小巡洋舰威廉王妃号而以“威廉王妃替舰（Ersatz Prinzeß Wilhelm）”为代号进行订购，并于1912年在基尔的帝国船厂开始架设龙骨。它于1913年10月25日下水，之后展开舾装工作。在下水仪式上，由格劳登茨时任市长屈恩阿斯特博士主持为舰只命名。至1914年8月10日，格劳登茨号正式投入公海舰队使用。
格劳登茨号的全长为142.7（468英尺2英寸），有13.8（45英尺3英寸）的舷宽和5.75（18英尺10英寸）的前吃水。在满载情况下，舰只的排水量可达6,382公噸（6,281長噸）。其推进系统由两套船用蒸汽轮机组成，以驱动两副直径为3.5（11英尺6英寸）的三叶螺旋桨。舰只设计可输出26,000匹軸馬力（19,000千瓦特）的额定功率。它们由十台燃煤船用式水管锅炉和两台燃油双头水管锅炉提供动力，这使得舰只的最高速度可达27.5節（50.9每小時）。格劳登茨号能够携带1,280公噸（1,260長噸）煤和额外375公噸（369長噸）燃油，允许其以12節（22每小時）的速度续航5,500海里（10,200）。舰只的标准船员编制则为21名军官及364名水兵。
格劳登茨号的主舰炮由十二门单装105毫米45倍径速射炮组成。其中两门并排布置在艏艛前方，八门设于舰舯、每边各四门，以及两门以背负式成对布置在舰艉。炮管的仰角可提升至30°，使其可以瞄准最高达12,700（13,900碼）开外的目标。这些火炮后来被七门150毫米45倍径速射炮和两门88毫米45倍径速射炮所替代。舰只还标配搭载有两具500（19.7英寸）鱼雷管和五枚鱼雷，均浸没舷侧的船体内。而在武器进行升级时，则加装了两具甲板鱼雷发射器。它同样具备携带120枚水雷的能力。在装甲方面，格劳登茨号受到60（2.4英寸）厚的水线装甲带保护；司令塔的侧面有100（3.9英寸）厚，而甲板的厚度则为60毫米。

## 服役历史
格劳登茨号所执行的首个行动是1914年11月3日的袭击雅茅斯。它与小巡洋舰科尔贝格号和斯特拉斯堡号一同组成了侦察屏护部队，负责为海军少将弗朗茨·冯·希佩尔麾下第一侦察集群的战列巡洋舰提供屏护。炮击行动是在没有发生任何意外的情况下进行的，但在返回时，大巡洋舰约克号于威廉港外围不慎触雷沉没。格劳登茨号还出席了1914年12月15－16日的突袭斯卡布罗、哈特尔浦及惠特比行动。在完成对城镇的炮击后，德国人开始撤退，但遭到了英国部队的拦截。格劳登茨号、施特拉尔松德号、斯特拉斯堡号以及两支鱼雷艇区舰队穿梭于两个英国分舰队之间。在能见度下降至不到4,000碼（3,700）的浓雾中，只有施特拉尔松德号被发现，但时间很短。德国人得以利用恶劣的天气来掩护其撤退。1915年1月24日，格劳登茨号再次为出击至多格滩的第一侦察集群提供屏护；在随后引发的多格滩海战中，大巡洋舰布吕歇尔号遭到击沉。
1915年8月，格劳登茨号驶入波罗的海执行一项大规模的军事行动，目的是要肃清里加湾的俄国海军力量。公海舰队为此项任务派出了八艘无畏舰和三艘战列巡洋舰。其中，格劳登茨号于8月16日参加了由无畏舰拿骚号和波森号领衔的第二轮攻势。扫雷舰于20日完成了对俄国雷区的清理，使德国分舰队得以进入海湾。俄国人此时则已撤回至穆胡島，但其潜艇以及布设在湾区内雷区的威胁仍足以迫使德国人离开。公海舰队的主要舰只于8月底之前返抵了北海。在1916年中期，格劳登茨号不慎触雷，并于同年5月进入旱坞进行维修。结果，它因此而错过了1916年5月31日至6月1日导致日德兰海战爆发的舰队行动。在战争的余下时间里，它一直担任鱼雷艇区舰队的向导舰。
至1918年10月，格劳登茨号被分配入第二侦察集群，该集群将参加公海舰队的最终高潮攻击。计划中的行动要求对泰晤士河口和法兰德斯的协约国航运发起袭击，以引诱大舰队。其中格劳登茨号、卡尔斯鲁厄号和纽伦堡号获委派至攻击法兰德斯的部队。1918年10月29日上午，将于次日从威廉港启航的命令正式下达。然而从10月29日夜晚开始，图林根号及随后几艘战列舰的水兵发生叛变。动荡最终迫使时任公海舰队总司令的希佩尔和海军总参谋长赖因哈德·舍尔取消了行动。随后，海军准将安德烈亚斯·米歇尔森组织了一股由小巡洋舰、驱逐舰和U型潜艇构成的轻型船舶力量，以对抗英国可能发动的袭击；而由于舰队的重型部队仍处于混乱状态，他遂选择了格劳登茨号作为旗舰。

### 意大利役期
战争结束后，格劳登茨号曾于1919年跟随新组建的魏玛国家海军服役。它于1920年3月10日正式从海军名录中除籍，并作为战利舰被割让予协约国。1920年6月1日，舰只在法国港口瑟堡以“E”为代号正式移交意大利。它被安排跟随意大利皇家海军服役，并更名为“安科纳号”（Ancona）。安科纳号随即从1921年至1924年进行了彻底大修，在此期间，其部分原有锅炉被六个燃油锅炉所取代，剩余的六个锅炉也被改造成能够燃煤和燃油两用的锅炉。它的贮煤空间从1280吨减少至900公噸（890長噸），而燃油贮存空间则从375吨增加至1,520公噸（1,500長噸）。
1925年5月6日，安科纳号正式投入意大利皇家海军使用。它于1928－1929年间进行了广泛的修改，并在舰艏安装了一个固定的飞机弹射器。这项改动需要一个较长的艏部来适应弹射器，因此安装了一个较长的飞剪式舰艏。此举是为了测试安装在舰艏的固定式弹射器的实用性，这种装置其后被应用至1920－30年代建造的重巡洋舰船级特伦托级和札拉级之中。此后，安科纳号一直担任次要角色，直至1932年在塔兰托作预备役处置。它于1937年3月11日除籍，并仍被保留了一段时间，以作为在意大利服役的另外两艘前德国巡洋舰巴里号和塔兰托号的备件来源。至1930年代末，安科纳号最终拆解报废。